# Mesochorus revocatus
Mesochorus revocatus là một loài tò vò trong họ Ichneumonidae.